# 貝格科格爾山 (維內迪傑山脈)

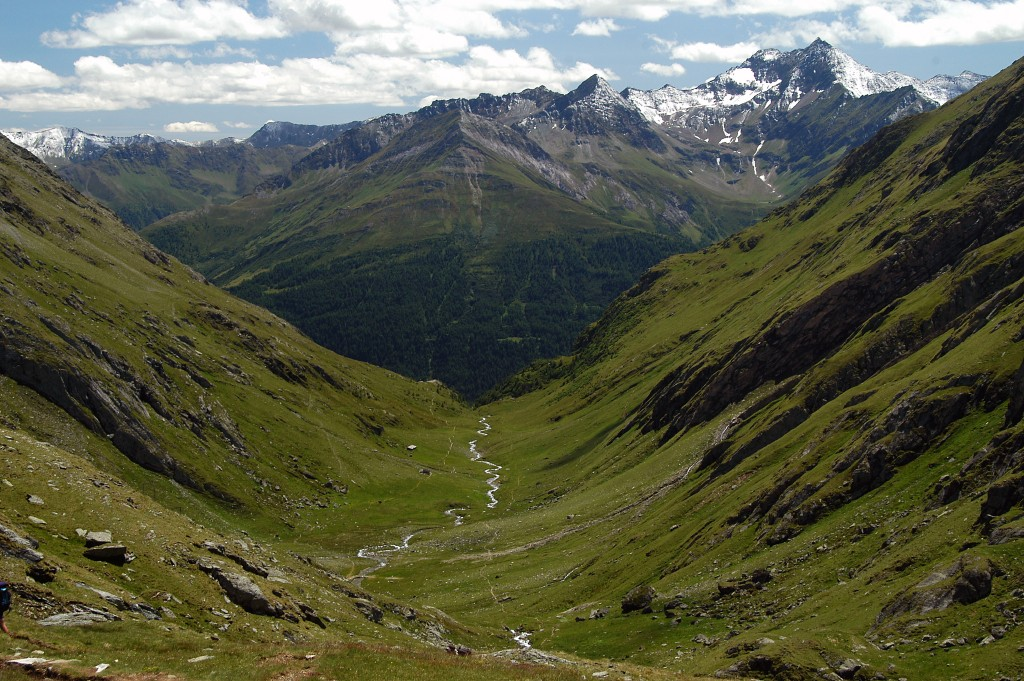

46°59′40″N 12°22′56″E / 46.994522°N 12.382192°E
貝格科格爾山（德語：Berger Kogel），是奧地利的山峰，位於該國西部，由蒂羅爾州負責管轄，屬於維內迪傑山脈的一部分，海拔高度2,656米，每年平均降雨量1,874毫米。